# Rimae Ramsden
Le Rimae Ramsden sono una struttura geologica della superficie della Luna.